# Abrikoos

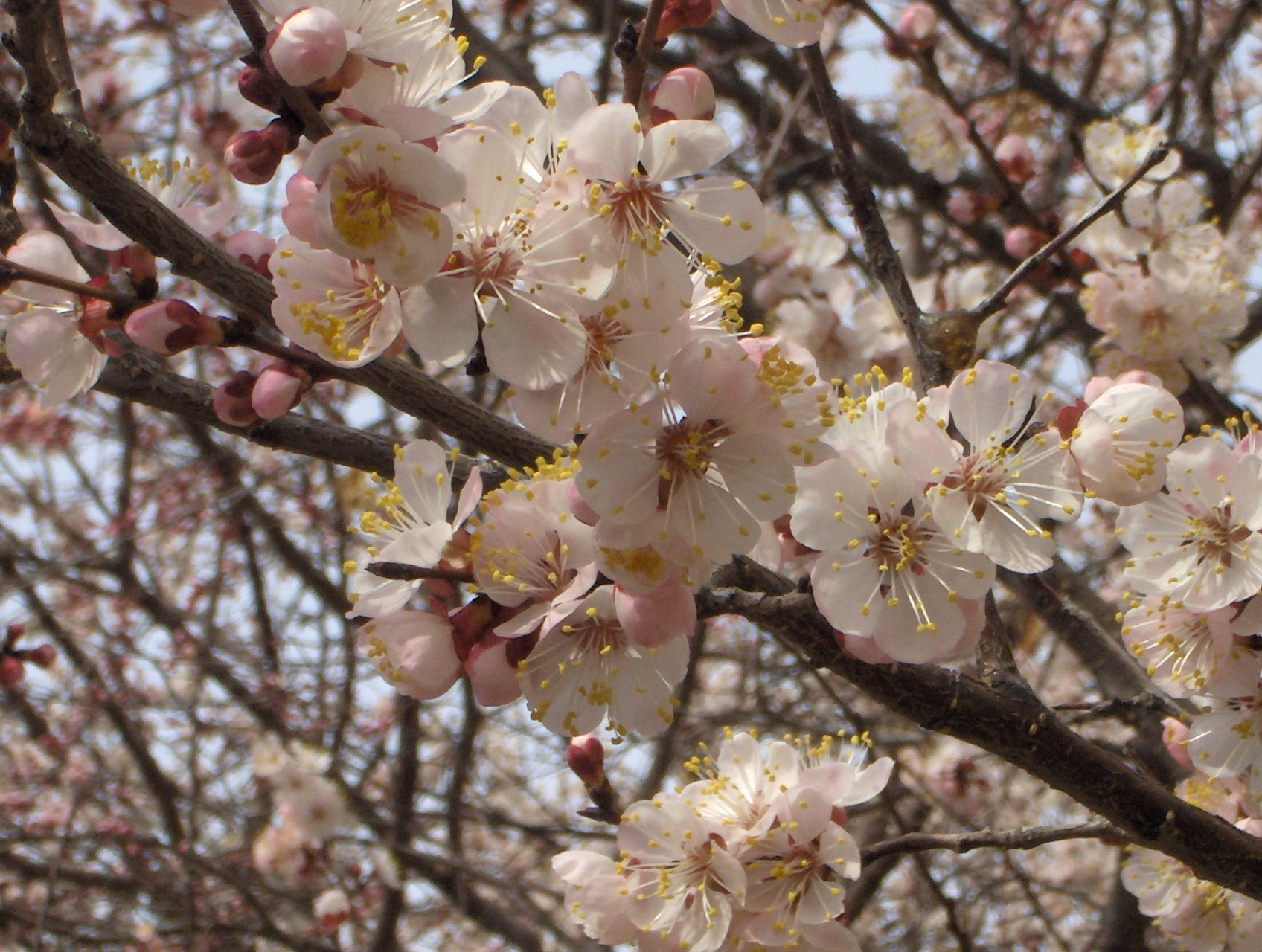
Abrikozenbloesem

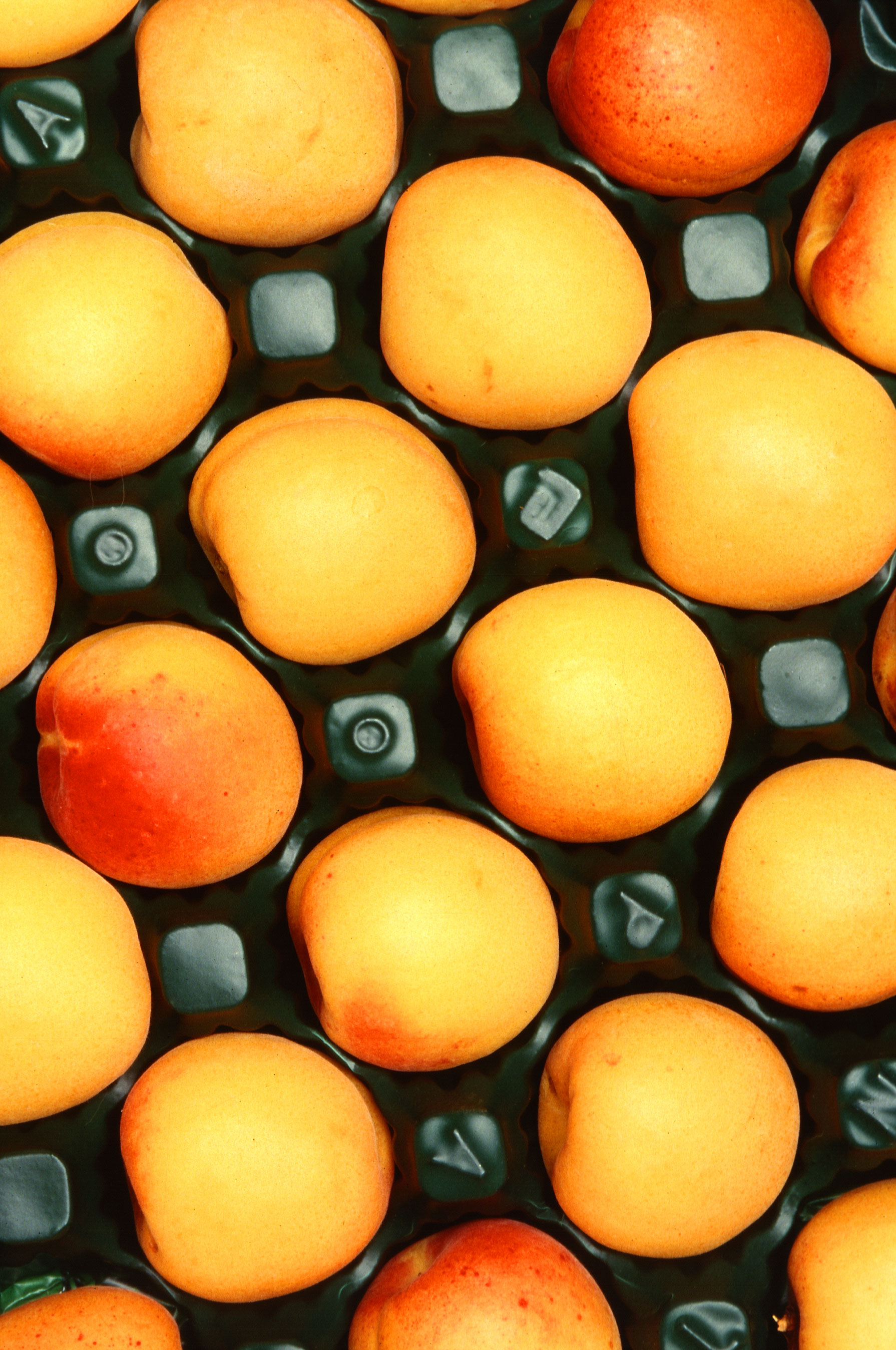
Abrikozen

De abrikoos (Prunus armeniaca) is een struik- of boomvormige plant die veel gekweekt wordt om de vruchten. De vrucht is een steenvrucht. Hoewel de soortaanduiding suggereert dat de soort uit Armenië komt, stamt deze uit Noordoost-China tegen de Russische grens. De abrikoos kwam pas 3000 jaar later in Armenië aan en werd in 70 v.Chr. door de Romeinen via Griekenland over geheel Europa verspreid. Er bestaan soortkruisingen tussen de abrikoos en de Japanse pruim. Deze soortkruisingen kregen namen als plumcot, aprium en pluot.

## Herkomst
Het traditionele teeltgebied is het Hongaarse laagland. De Ottomanen hebben hier indertijd grote boomgaarden met abrikozen aangeplant, die na hun vertrek werden verwaarloosd. Pas aan het begin van de 19e eeuw werden weer abrikozen aangeplant om het stuiven van het zand tegen te gaan. Abrikozen zijn hier zeer geschikt voor omdat ze ook hitte en droogte, maar ook koude goed kunnen verdragen. Turkije produceert 85% van de wereldproductie aan gedroogde abrikozen en abrikozenpitten.
Verder vindt abrikozenteelt vooral plaats in Italië en Spanje. Ook meer noordelijk zoals in het Oostenrijkse Wachau en het Zwitserse kanton Wallis worden abrikozen geteeld.

## Teelt in Nederland
De abrikoos bloeit heel vroeg in het seizoen. In Nederland al in maart, waardoor er een grote kans bestaat op bevriezen van de bloemknoppen, de bloemen en/of de vruchtbeginsels. Ook bestaat er dan een grotere kans op slecht weer tijdens de bloei, waardoor bestuivende insecten niet altijd actief zijn en de bestuiving te wensen over kan laten. Door deze omstandigheden draagt een abrikozenboom in Nederland slechts af en toe vruchten. Vanwege deze geringe oogstzekerheid worden abrikozen in Nederland niet commercieel geteeld. Kunstmatige bescherming tegen nachtvorst kan de vruchtzetting verbeteren. Ook is de standplaats van belang. Een beschutte standplaats tegen een zuidmuur geeft een grotere kans op succes. Ook kan een abrikozenboom in de kas worden geplant.

## Kenmerken
De meestal alleenstaande kleine bloemen hebben witte tot roodachtige bloemblaadjes. Veel rassen zijn in meer of mindere mate zelfbestuivend (zelffertiel) maar door het aanplanten van verschillende rassen kan de vruchtzetting verbeteren. In Nederland rijpen de vruchten onder glas in juli en bij de buitenteelt in augustus. Bij vroegrijpende of laatrijpende rassen kan dit iets vroeger of later zijn. De vrucht behoort tot de steenvruchten en heeft een fluweelzachte huid en een gladde steen. Bij de meeste rassen ligt de steen los in het vruchtvlees.
Een boom kan op eigen wortel 10 m hoog worden. Een dergelijke groeikracht is ongewenst. Daarom wordt de abrikozenboom meestal geënt op een onderstam. Belangrijk bij de keuze van de onderstam is de groeikracht die de onderstam geeft aan de boom. Bij een zwak groeiende onderstam komen er in een jonger stadium al vruchten aan de boom en blijft de boom uiteindelijk kleiner. Dit is interessant voor particulieren met een kleine tuin. Door snoei kan een struik, een boom of een leiboom verkregen worden.
Een matig sterke tot tamelijk sterke onderstam is de pruimenonderstam St. Julien-A. Dit is in Nederland de meest gangbare onderstam voor abrikozen. Ook op deze onderstam worden de bomen echter vrij groot. Een nieuwere zwak groeiende onderstam is Pumi-Selekt (een virusvrije selectie uit de soort Prunus pumila). Pumi-Selekt is ook geschikt als onderstam voor perziken en nectarines, doch in verband met onverenigbaarheid niet voor pruimen. Sterk tot zeer sterk groeiende onderstammen zijn Myrobalan B en Brompton. Deze zijn daarom met name geschikt voor hoogstambomen.

Abrikozen; (steen)vrucht, boom en bloesems
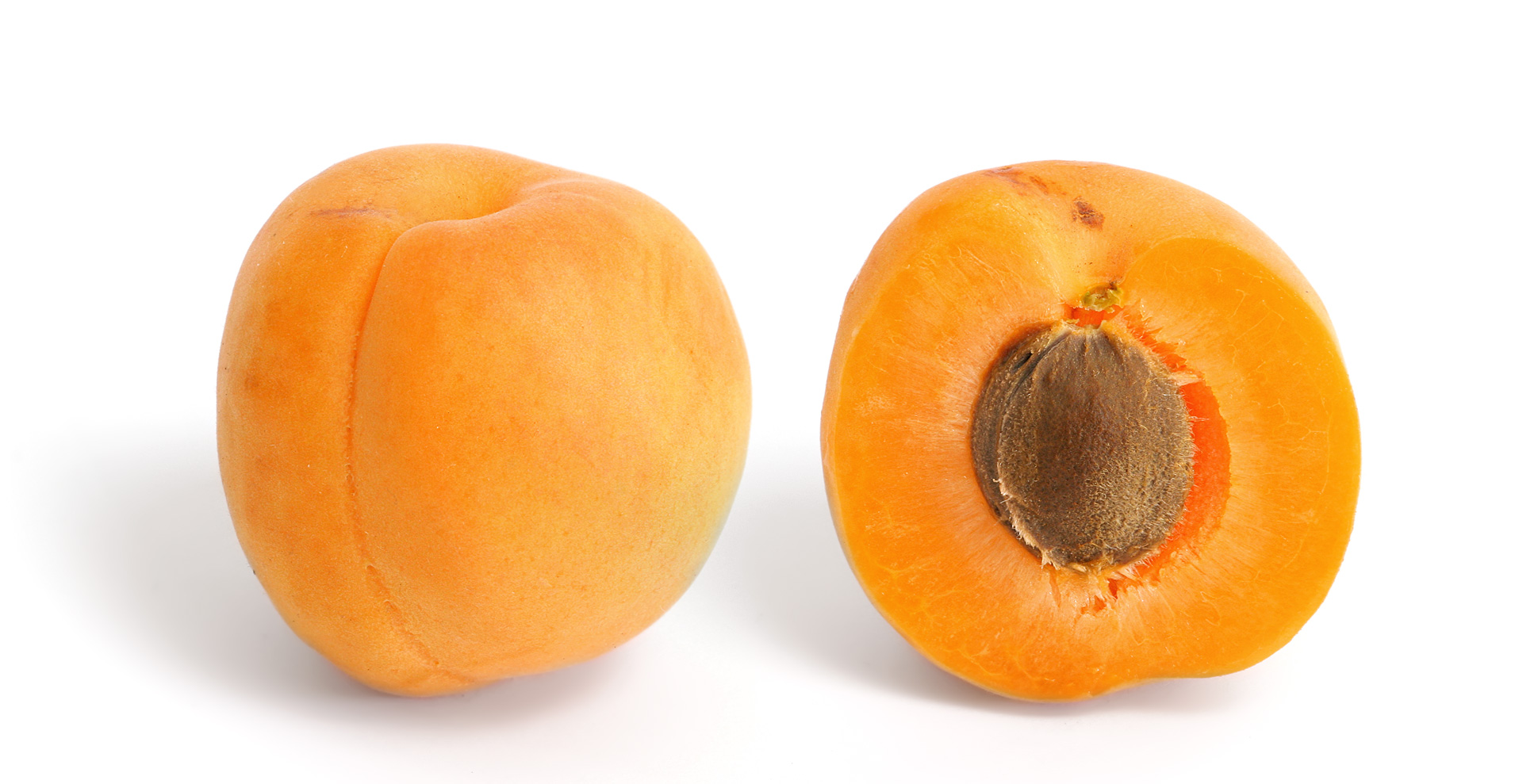
Abrikoos en opengesneden abrikoos met daarin de pit
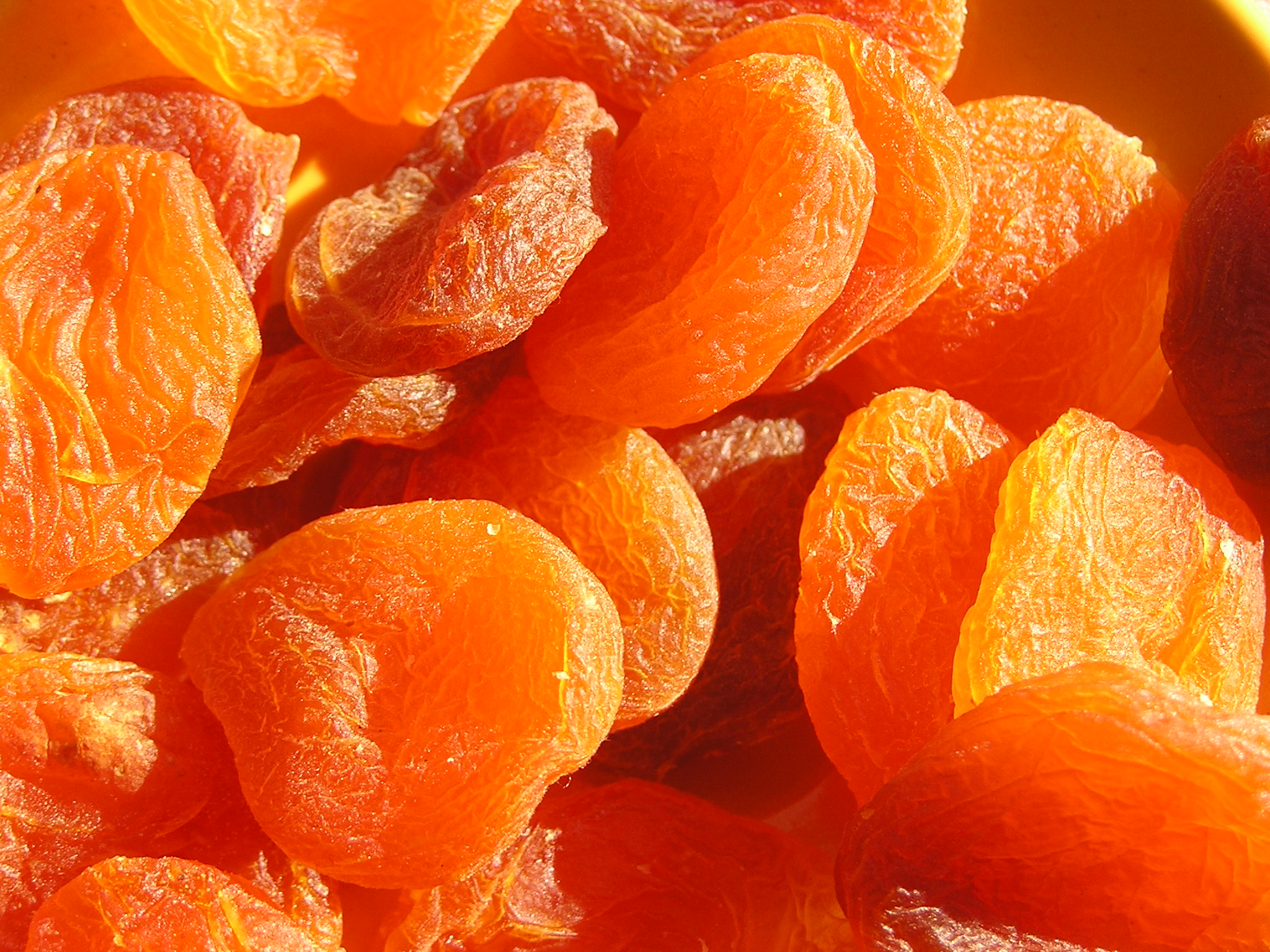
Gedroogde abrikozen-vruchtvlees
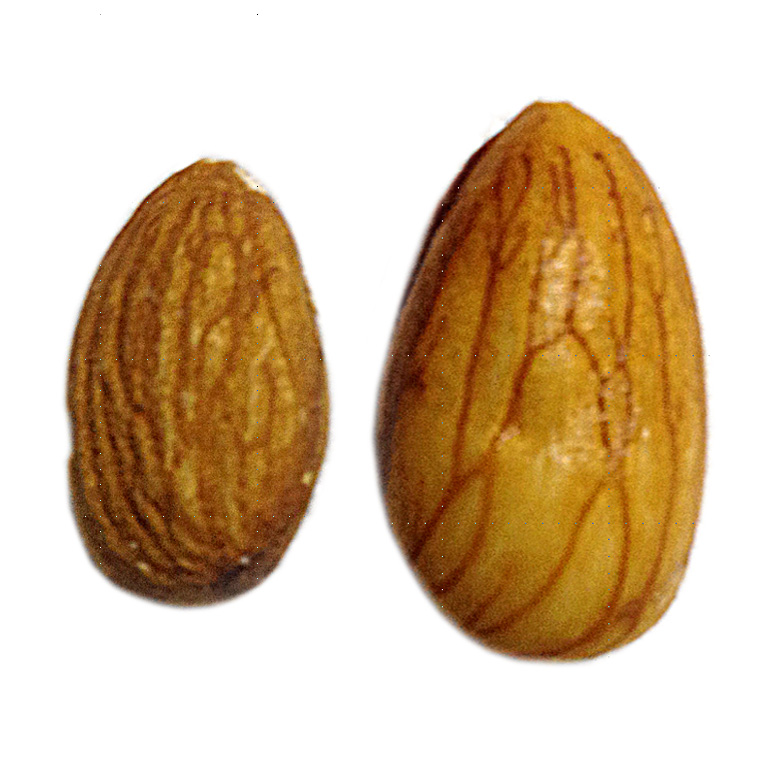
Abrikozenpit
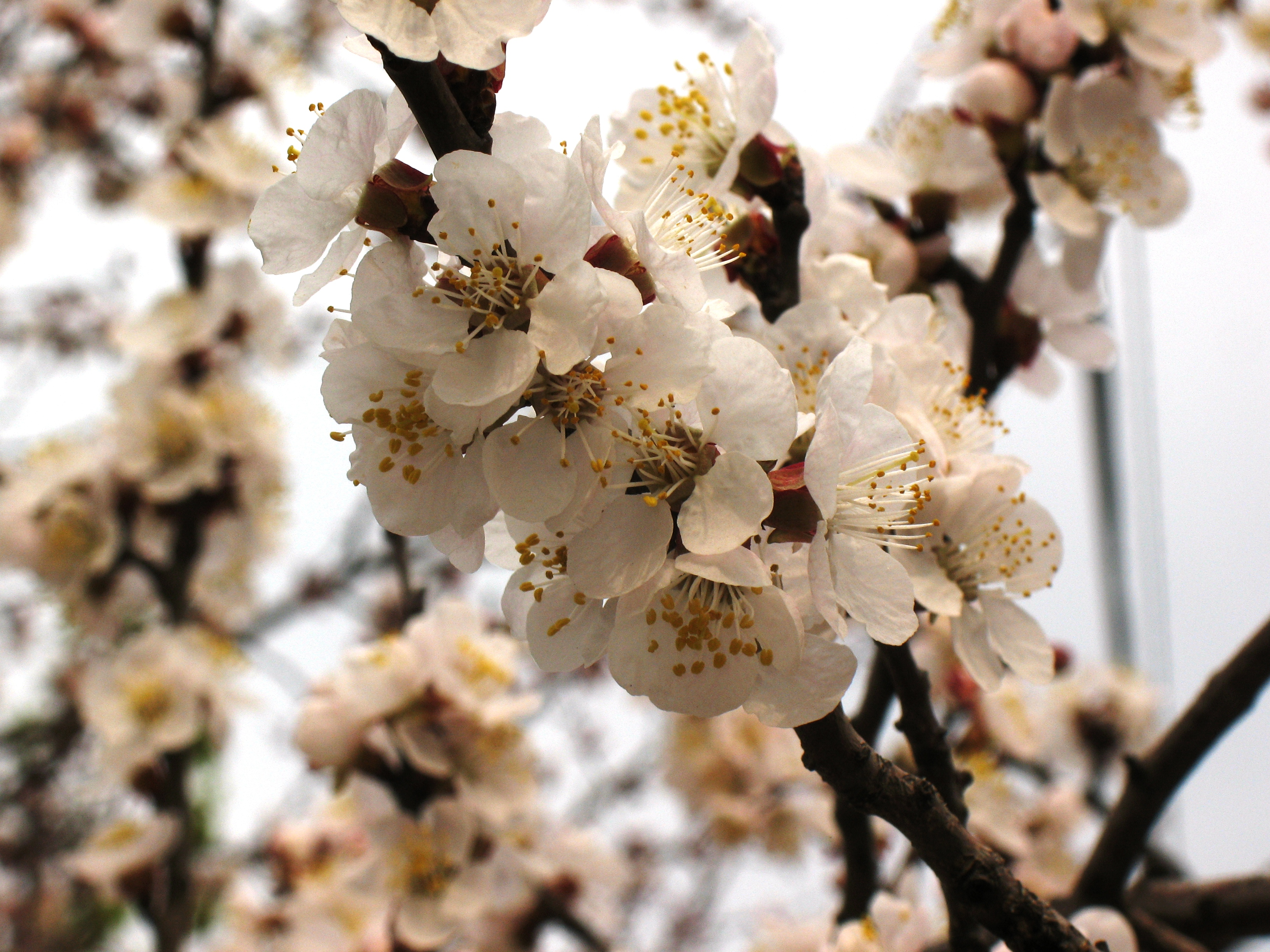
Abrikozenbloesems
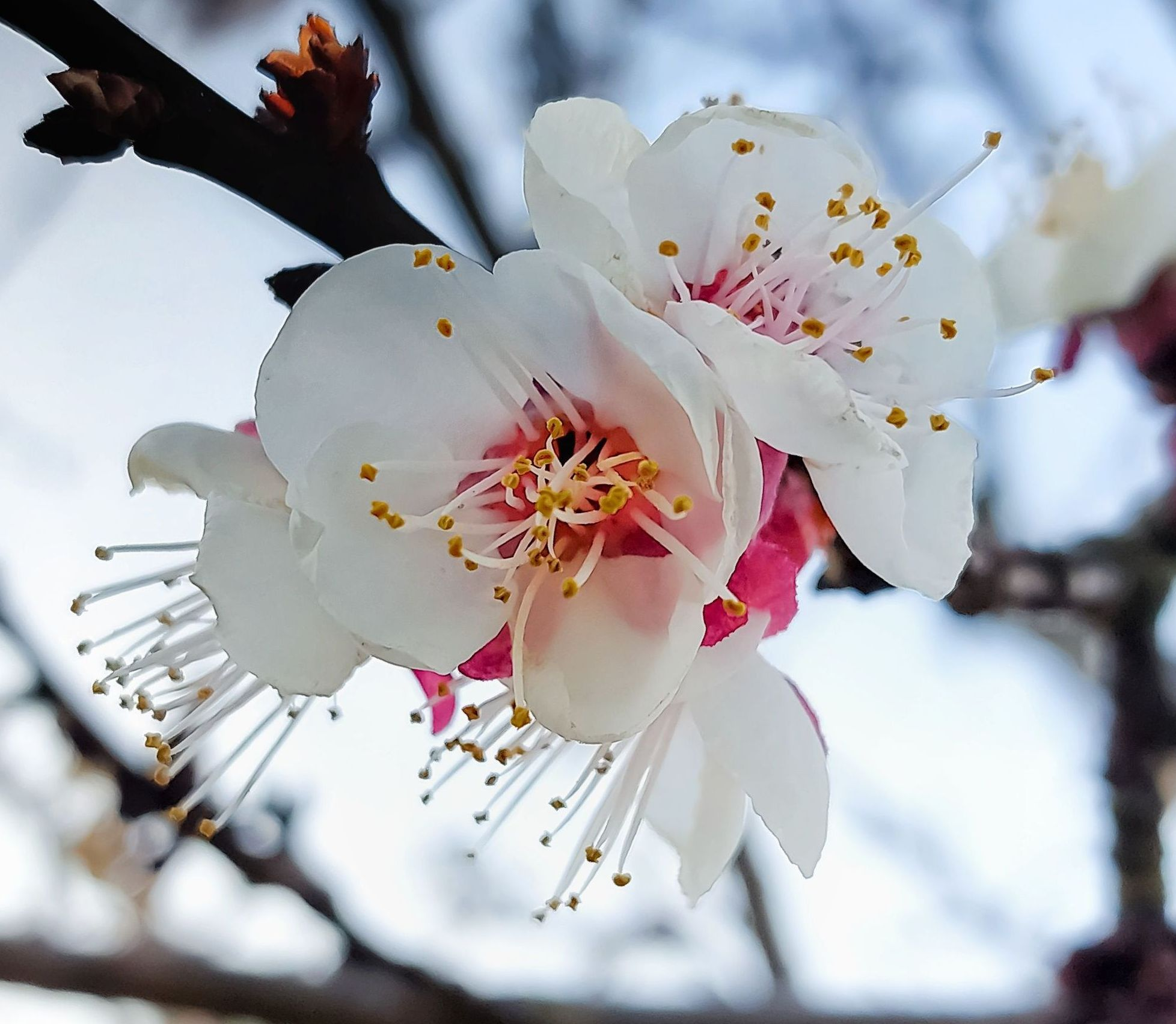
Abrikozenbloesem uitvergroot
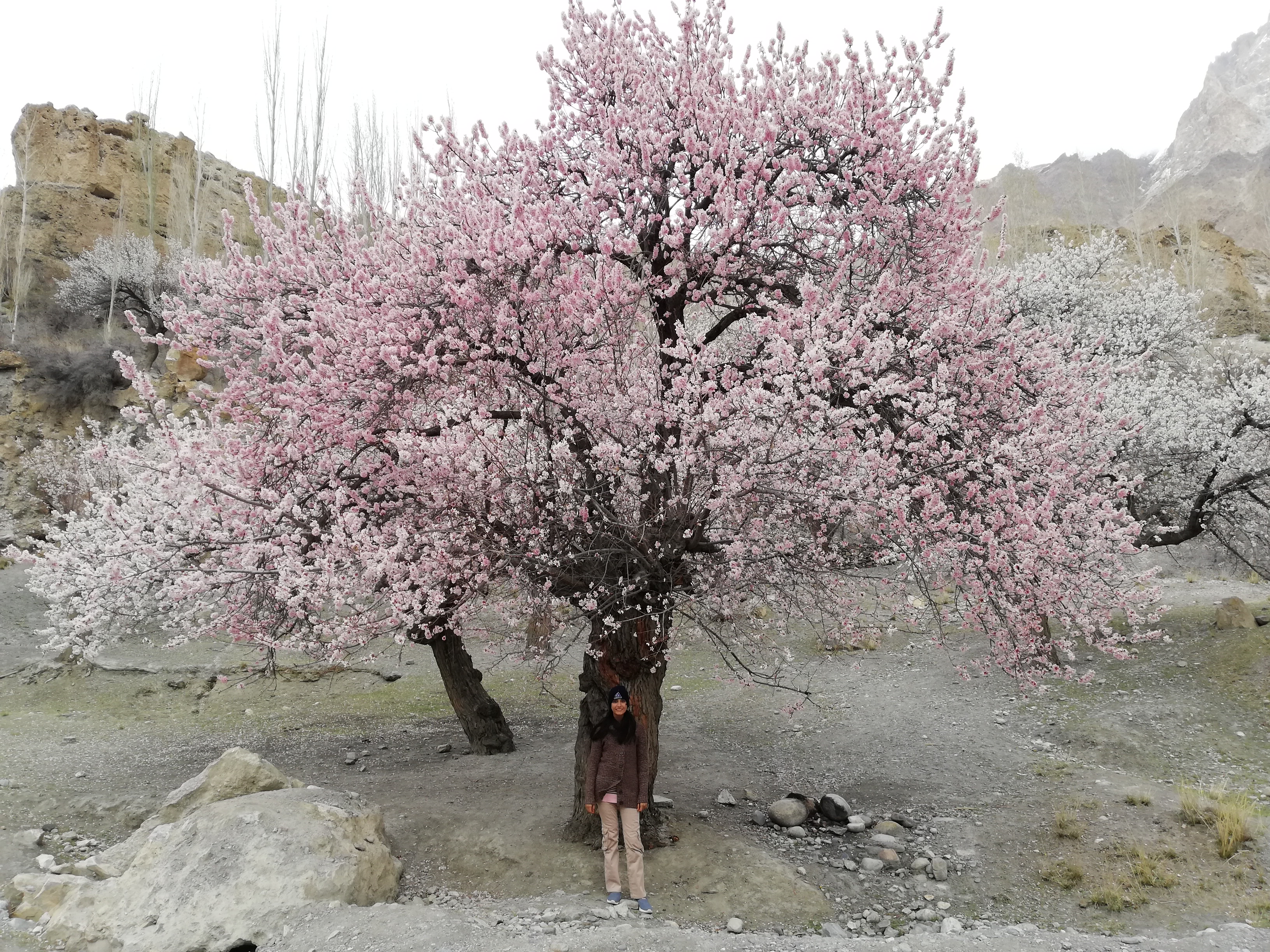
Abrikozenboom
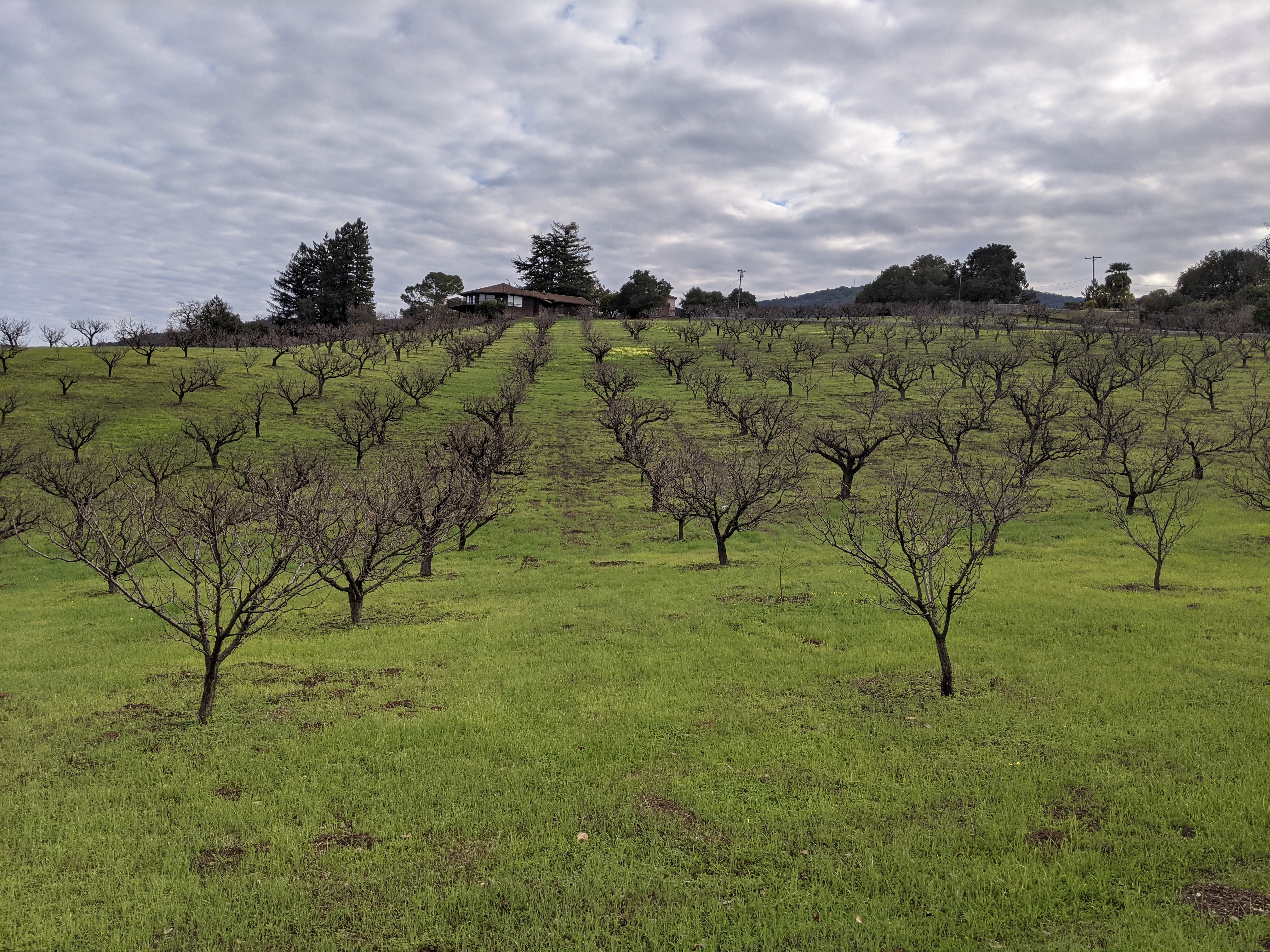
Abrikozen-boomgaard in de winter

### Rassen
Bij Nederlandse boomkwekers en in tuincentra zijn een beperkt aantal oudere rassen verkrijgbaar. Tot deze rassen behoren:
- Tros Oranje: Dit ras is tot nu toe het meest verbreid in Nederland. Het is een oud ras met kleine vruchten. Hoewel de vruchten erg klein zijn, heeft het stevige vruchtvlees wel een goede smaak. Zelffertiel. Goede vruchtbaarheid.
- Bredase: Een zeer oud Nederlands ras. De vruchten hebben vast vruchtvlees en zijn iets groter dan die van 'Tros Oranje'. Geschikter voor verwerking dan voor verse consumptie. Zelffertiel. Goede vruchtbaarheid.
- Hongaarse (of Ungarischen Besten): Oud ras met een sterke groeikracht. Hoewel dit ras in de Europese productiegebieden nog een belangrijke plaats inneemt, zijn er inmiddels betere rassen beschikbaar. Tamelijk grote vruchten met matig vast vruchtvlees. Geschikt voor verse consumptie en voor verwerking. Rijpt enigszins ongelijkmatig. Matige transporteerbaarheid. Zelffertiel. De vruchtbaarheid is niet altijd goed en de boom is niet altijd geheel winterhard. Er zijn verschillende mutanten van dit ras op de markt. Enkele daarvan zijn 'Klosterneuburger' en 'Landersdorf'.
- Moorpark: Een zeer oud Engels ras met middelgrote gele vruchten met een goede smaak. Met name geschikt voor verse consumptie. Goede vruchtbaarheid. Matige groeikracht. Niet altijd geheel winterhard.
- Royal (of Blenheim): Ook een zeer oud ras met redelijk grote vruchten. Zacht vruchtvlees met een goede smaak.

Via buitenlandse boomkwekers zijn ook bomen verkrijgbaar van andere rassen met goede eigenschappen. Voorbeelden van dergelijke andere rassen zijn:
- Orangered (ook bekend als 'NJA32' of 'Bhart'): Een vrij nieuw ras uit New Jersey (USA) met tamelijk grote tot grote vruchten met een helderoranje grondkleur en een rode blos. Het oranje tot donkeroranje gekleurde vruchtvlees blijft bij rijpheid tamelijk stevig en heeft een goede smaak. Alhoewel Orangered niet altijd grote opbrengsten geeft, is Orangered een waardevol ras omdat deze vroeg rijpt in combinatie met de genoemde goede vruchteigenschappen. De boom groeit krachtig tot zeer krachtig. Volgens sommige bronnen is Orangered zelffertiel; volgens andere bronnen is deze echter zelfsteriel. De waarheid is waarschijnlijk dat Orangered deels zelffertiel is, doch dat de vruchtzetting verbetert bij kruisbestuiving (bijvoorbeeld door Hargrand, Goldrich of Bergeron). Resistent tegen het sharka-virus en ook overigens weinig vatbaar voor ziekten.
- Goldrich (ook bekend als 'Sungiant' of 'Jumbo Cot'): Een vrij nieuw ras van Washington State University (USA). Geeft zeer grote fraaie oranjegeel gekleurde vruchten die in het volledig rijpe stadium goed van smaak zijn. Deels zelffertiel; de vruchtzetting verbetert derhalve bij kruisbestuiving (bijvoorbeeld door Aurora of Hargrand). Weinig vatbaar voor het sharka-virus (echter niet resistent) en ook overigens weinig vatbaar voor ziekten.
- Hargrand: Een vrij nieuw ras (1980) van het Harrow Research Station in Ontario (Canada). Hargrand geeft zeer grote vruchten met een kleine pit en een enigszins onregelmatige vorm. Daardoor hebben ze (ondanks het grote formaat) een wat minder fraai uiterlijk. Het oranje gekleurde vruchtvlees is stevig en heeft een zeer goede smaak: zoet met een voldoende hoog zuurgehalte en voldoende aroma. De boom heeft een middelsterke groeikracht. Deels zelffertiel; de vruchtzetting verbetert derhalve bij kruisbestuiving (bijvoorbeeld door Orangered). Goede vruchtbaarheid. Er worden bij Hargrand soms problemen gerapporteerd over boomsterfte, met name in geval van zeer overvloedige vruchtdracht. Hargrand is vatbaar voor het sharka-virus. Staat voor het overige bekend als een robuust ras.
- Bergeron: Laat rijpend ras uit Frankrijk met grote ronde oranje vruchten met aan de zonzijde een rode blos. Belangrijk ras in Franse en andere Europese productiegebieden. De vruchten hebben een goede transporteerbaarheid en indien ze volledig rijp zijn, is het vruchtvlees stevig, sappig met een aromatische smaak. Rijpt enigszins ongelijkmatig. Robuuste boom met middelsterke tot sterke groeikracht. Door de wat latere bloei en doordat Bergeron zelffertiel is, behoort deze tot de meer oogstzekere rassen. Kan zeer productief zijn. Vatbaar voor het sharka-virus. Er wordt ook een mutant van Bergeron geteeld met de naam Tardif de Tain, welke nog later rijpt, doch voor het overige globaal dezelfde kenmerken heeft.
- Aurora: Dit ras rijpt al twee weken voor 'Orangered' en is daarmee een zeer vroeg rijpend abrikozenras. Middelgrote vruchten met mooie oranje kleur en rode blos. Goede smaak. Moet echter niet te lang bewaard worden omdat het vruchtvlees snel week wordt. Middelvroege bloei. Niet zelffertiel (Hargrand en Goldrich zijn onder meer geschikt als bestuiver). Kan erg productief zijn (mits de bestuiving en de weersomstandigheden niet in de steek hebben gelaten) en moet dan sterk worden gedund om de gewenste vruchtgrootte en kwaliteit te verkrijgen. Sterke groeikracht. Vertakt zich gemakkelijk.

## Consumptie van abrikozenpitten

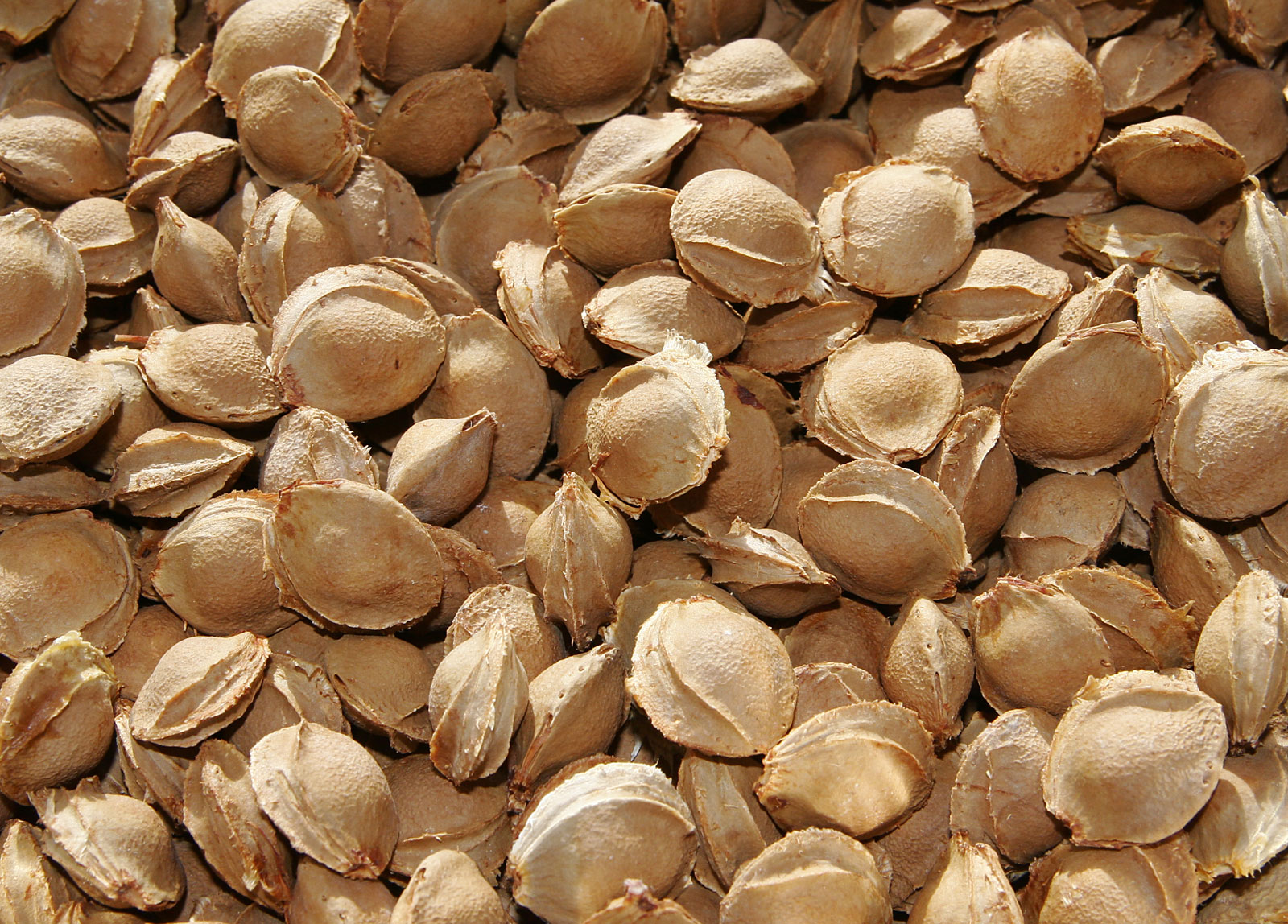
Pitten

Abrikozenpitten hebben een hoog gehalte aan cyanogenische glycosiden, waaruit het zeer giftige blauwzuur vrij kan komen. Gemiddeld bevatten abrikozenpitten 217 mg cyanide per 100 gram. Een dodelijke dosis blauwzuur voor een volwassene is ongeveer 3,7 mg per kg lichaamsgewicht. Er zijn in de wetenschappelijke literatuur verschillende gevallen beschreven van cyanidevergiftiging bij kinderen door het eten van abrikozenpitten. Naar aanleiding van een bericht over een vergiftigingsincident zijn sinds 2018 de pitten in Nederlandse winkels niet meer te koop.
Een eventueel medicinale werking tegen kanker van het in abrikozenpitten aanwezige glycoside amygdaline (laetrile) is onderzocht. Amygdaline bleek volgens een bepaald onderzoek uit 2006 in vitro prostaatkankercellen te kunnen doden. In klinisch onderzoek kon een anti-kankerwerking van behandeling met amygdaline echter niet worden aangetoond. Het gebruik van de giftige abrikozenpitten wordt door het Integraal Kankercentrum Nederland daarom sterk afgeraden.

## Conserveren en consumeren
Abrikozen kunnen lange tijd bewaard worden door ze te drogen. Ook kunnen ze worden ingelegd in brandewijn, deze "drank" wordt dan boerenmeisjes genoemd. Na vergisting van abrikozen kunnen deze ook verwerkt worden tot sterke drank, zoals "barack pálinka" in Hongarije. Verder zijn abrikozen het belangrijkste ingrediënt van abrikotines (een Frans nagerecht). Ze worden ook verwerkt in de Limburgse abrikozenvlaai.

## Culturele aspecten
- In Europa werden abrikozen lange tijd als een afrodisiacum beschouwd. Voorbeelden daarvan zijn te vinden in William Shakespeares Midzomernachtdroom en John Websters De Hertogin van Malfi.
- Bij het Eurovisiesongfestival 2010 ging de inzending van Armenië over een abrikozenpit. Het lied heette Apricot Stone en werd gezongen door Eva Rivas.

## Kruisingen
Prunus besseyii × Prunus armeniaca: Deze kruising stamt uit het jaar 2010 en wordt van oorsprong Aprikyra genoemd.
... · 
P. armeniaca (Abrikoos) · 
P. avium (Zoete kers) · 
P. cerasifera (Kerspruim) · 
P. cerasus (Zure kers) · 
P. domestica (Pruim) · 
P. dulcis (Amandelboom) ·
P. incisa (Fujikers) · 
P. insititia (Kroosje) · 
P. itosakura · 
P. laurocerasus (Laurierkers) · 
P. maackii · 
P. mahaleb (Weichselboom) · 
P. mume (Japanse abrikoos) · 
P. padus (Gewone vogelkers) · 
P. persica (Perzik) · 
P. salicina × armeniaca (Pluot) · 
P. serrulata (Japanse sierkers) · 
P. serotina (Amerikaanse vogelkers) · 
P. sibirica · 
P. spinosa (Sleedoorn) · 
P. ×syriaca (Mirabel) · 
P. ×yedoensis  · 
...